# Lycozoarces
Lycozoarces is een monotypisch geslacht van straalvinnige vissen uit de familie van puitalen (Zoarcidae).

## Soort
- Lycozoarces regani Popov, 1933